# Выставка достижений народного хозяйства (Кострома)
Вы́ставка достиже́ний наро́дного хозя́йства — комплекс павильонов в Костроме, где в советское время были представлены областные производственные успехи.
До революции на месте комплекса находилась использовавшаяся для гуляний часть соснового Посадского леса у Павловской улицы, которая после революции была вырублена на топливо. В 1956 году рядом с ипподромом открылась первая выставка, проходившая в 12 павильонах. Позже было построено ещё 5 павильонов, площадь выставки составила 11 776 м². От главного павильона вела аллея, по обе стороны которой располагались остальные павильоны, в том числе животноводства, картофеля, овощей и садоводства, кормопроизводства, зернового хозяйства, льноводства, лесной и деревообрабатывающей промышленности, лёгкой промышленности, строительства и мелиорации, народного образования, культуры и здравоохранения, бытового обслуживания. Кроме того, на территории находились вспомогательные здания, такие как кинолекторий и помещения для скота. Выставка была открыта для посетителей летом и осенью.
В перестройку выставка прекратила существование, вскоре павильоны перешли в частное владение. К 2020 году из 17 зданий осталось 4, лишь одно из них не заброшено. На месте бывшей выставки расположился квартал из гостиниц и саун.